# Rasmus Pedersen (wielrenner)
Rasmus Lund Pedersen (9 juli 1998) is een Deens baan- en voormalig wegwielrenner die in 2019 en 2020 reed voor ColoQuick.

## Biografie
Tijdens zijn jeugdjaren was hij reeds een begenadigd wielrenner. Dit resulteerde in verscheidene medailles. In 2015 behaalde hij een derde plaats op het  Wereldkampioenschap wegwielrennen voor junioren  en een tweede plaats op de ploegenachtervolging bij het Europees kampioenschap baanwielrennen voor junioren. Een jaar later wordt hij tweede op zowel de achtervolging als de ploegenachtervolging op het Wereldkampioenschap baanwielrennen voor junioren.
In 2019 won Pedersen de Europese titel in de ploegenachtervolging.

## Baanwielrennen

### Palmares
| Jaar     | DK       | EK                                   | WK                                   | Overig                                                                             |
| Junioren | Junioren | Junioren                             | Junioren                             | Junioren                                                                           |
| -------- | -------- | ------------------------------------ | ------------------------------------ | ---------------------------------------------------------------------------------- |
| 2015     |          | ploegenachtervolging                 |                                      |                                                                                    |
| 2016     |          |                                      | ploegenachtervolging · achtervolging |                                                                                    |
| Elite    |          |                                      |                                      |                                                                                    |
| 2018     |          |                                      |                                      | WB Saint-Quentin-en-Yvelines: ploegenachtervolging WB Milton: ploegenachtervolging |
| 2019     |          | ploegenachtervolging                 | ploegenachtervolging                 | WB Minsk: ploegenachtervolging WB Glasgow: ploegenachtervolging                    |
| 2020     |          |                                      | ploegenachtervolging                 |                                                                                    |
| 2021     |          |                                      |                                      |                                                                                    |
| 2022     |          |                                      |                                      |                                                                                    |
| 2023     |          |                                      | ploegenachtervolging                 |                                                                                    |
| 2024     |          | ploegenachtervolging · achtervolging | ploegenachtervolging                 | Olympische Spelen: · ploegenachtervolging                                          |

## Wegwielrennen

### Overwinningen
2015
4e etappe Vredeskoers, Junioren
 Deens kampioenschap op de weg, Junioren
 Wereldkampioenschap op de weg, Junioren
2016
1e etappe Vredeskoers, Junioren
3e etappe Trophée Centre Morbihan, Junioren
 Deens kampioenschap op de weg, Junioren
2e etappe deel a Aubel - Thimister - La Gleize (ploegentijdrit), Junioren

## Ploegen
- 2019 –  ColoQuick
- 2020 –  ColoQuick
- 2021 –  Restaurant Suri-Carl Ras
- 2022 –  Team Nyt Syn powered by Fialla